# 丹原 (広島市)
丹原（たんばら）は、広島県広島市安佐南区沼田町字阿戸の標高480メートル地点にかつて存在した集落。約900年近い歴史を持つ。

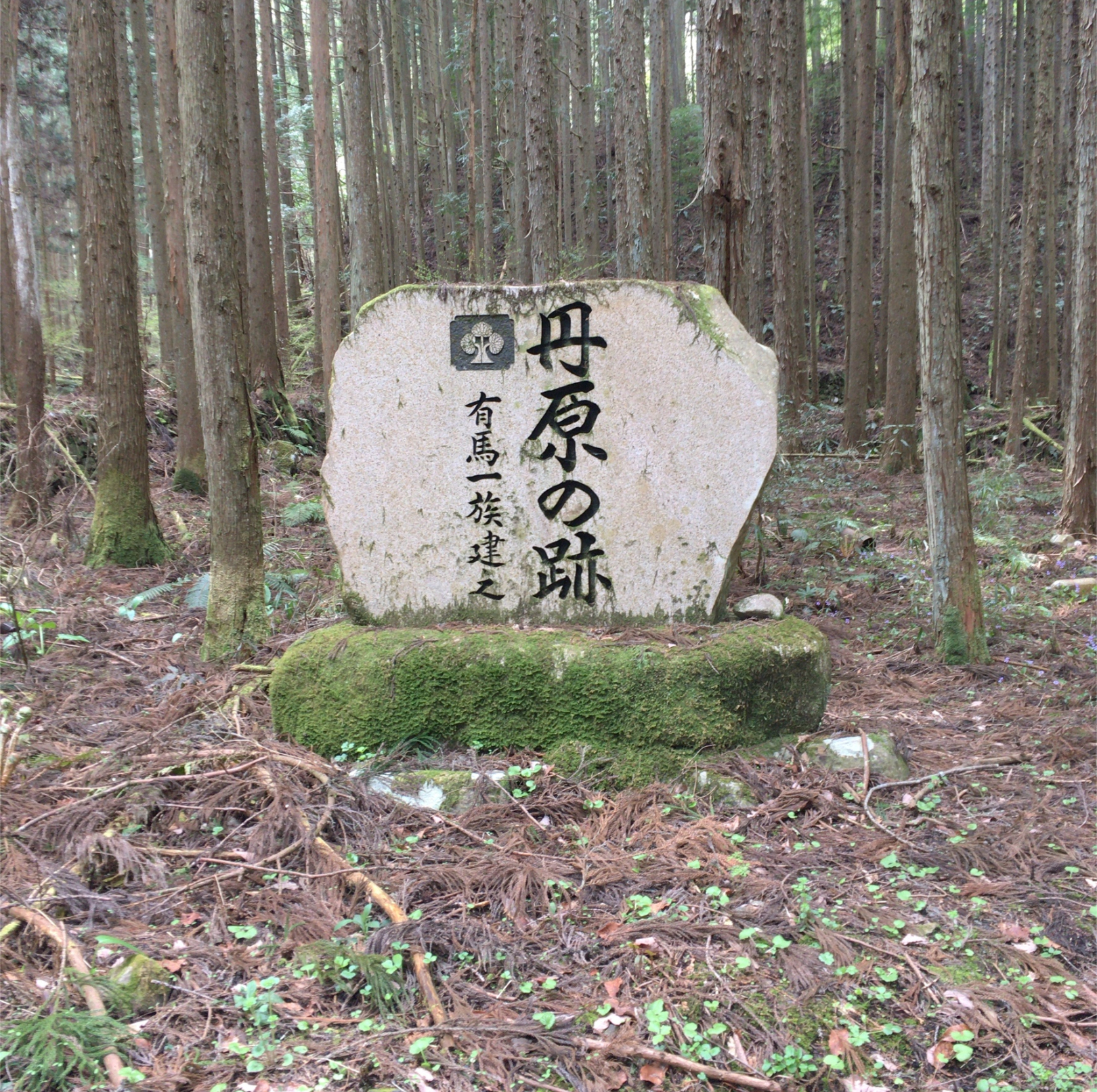
丹原の碑

## 概要
丹原は、往来の不便な山奥の僻地で、安佐北区安佐町久地の宇賀ダムから、高山川に沿って、約6キロメートルほど遡行し、更に、支流丹原川を約2キロメートルほど遡行した所に権現滝という滝があり、そこから土地が平らになり、小さな盆地がある。そこが丹原集落の存在した場所である。

## 歴史
- 1073年（延久5年）有馬中将千賀守（ありまのちゅうじょうちかもり）兄弟が、美濃国から故あって、この地に落ち延びてきて住み着く（どのような故があったのかについては、一切不明）。
- 藩政時代より、この地を沼田郡阿戸村丹原と称した。
- 1889年（明治22年）阿戸村と吉山村が合併して戸山村となる。これ以降、安佐郡戸山村字阿戸小字丹原となった。
- 1900年（明治33年）2月23日　丹原大年神社社掌だった佐々木進が、当時の内務大臣だった西郷従道に提出した『境内編入願』には、世帯数28戸とあり、これが記録上の最盛期とされる。
- 1906年（明治39年）4月4日　不明山から火災が起こり、集落は火に包まれ、東谷に1～2戸を残して焼失した。死傷者なし。
- 1909年（明治42年）世帯数21戸
- 1916年（大正5年）幅員1.8メートルの道路が開通した。
- 1923年（大正12年）青年会館が建設された。
- 1946年（昭和21年）疎開者（主に、老人と幼児）と原爆被爆者が帰省して、世帯数が14戸となった。
- 1965年（昭和40年）転出が相次ぎ、世帯数は10戸となった。
- 1974年（昭和49年）1戸のみとなった。
- 1975年（昭和50年）全戸転出し、無人となった。
- 1987年（昭和62年）集落の証として、「丹原の跡」の碑が建立された。
- 1993年（平成5年）『ふるさと丹原』が刊行された。

## 地理

### みやり
みやりとは、見張りのことである。有馬兄弟が、この地に落ち延びて住み着いた時、食糧確保のために、ここに見張りを立てて田畑を開墾したことに由来していると伝わる。また、「丹原の跡」の碑が建立されている場所でもある。

### 権現滝と権現淵
名前の由来は不明。集落のあった場所の下流に位置する。滝の高さは約30mで、滝口から淵までは、一直線に落下する。

### 落合
高山川と丹原川の合流地点。

### きゅうりはだ峠
- 頂上に猫の額ほどの平地があり、有馬兄弟は、最初にそこに小屋を建てて住んだと伝わる。
- 丹原の学童は、小学4年生までは、高原小学校に通学し、5年生からは、戸山小学校に通学した。この峠は、その通学路として利用された。全長は6km程度あり、集落から学校までの距離はそれ以上である。

## 産業

### 木挽き
丹原は、杉や樅がよく育った。後年、道路が出来るまでは、これらの材木を全て板や柱などの角材にして、佐伯郡湯来町の草谷集落まで人が背中に背負って運び、そこから舟や筏で太田川を流して広島に送り、現金化して生活費とした。この作業は、日常的に行われており、大変な重労働だったようである。
また、木挽き以外にも、山一面に伸びた原木を利用して、杣も行っていた。

## 教育

### 小学校
- 1902年（明治35年）高原尋常小学校が発足する。
- 1941年（昭和16年）高原国民学校となる。
- 1947年（昭和22年）高原小学校となる。
- 1965年（昭和40年）宇賀小学校高山分校となる。
- 1969年（昭和44年）3月31日　廃校となる。開校以来の卒業生の総数は、198名。

## 信仰

### 地よしの神さん
- 先祖を祀る目的で、地よしの小山に創建した。
- 昭和30年頃までは、この神社の祭りを行っていた。
- 平成5年頃は、枯れ死した松の木のあとに、樫の木の大木が聳え、その根元に小さな祠があって、御神体の河原石が祀られていたというが、現在は定かではない。

### 丹原大年神社
- 創建年代不詳。有馬中将千賀守の孫が、農業振興を願って大年神を勧請したと伝わる。
- 『沼田郡村々神社数覚』という文書によると、広島藩の『神社帳』に記載されている公式の神社が、沼田郡に39社あり、そのうちの1社に、阿戸村の丹原大歳大明神とある。
- 1871年（明治4年）政府は、伊勢神宮を頂点とする社格を定めた。翌年、広島県では、県社、郷社を定める。戸山村では、中ノ森八幡神社、山御所阿刀明神社とともに村社に格付けされている。『広島県史』社寺志によると、当時の氏子数は24戸。
- 1906年（明治39年）4月4日　不明山からの火災で、社殿が焼失した。
- 2021年（令和3年）6月16日　ご神体を移す遷座祭が行われた。氏子の高齢化や人口減少で維持が難しくなり、同じ宮司が管理している安佐南区祇園の花森稲荷神社に合祀された。今後、祠は解体される予定。

### 有馬幸智神社
有馬幸智神社（ありまこうちじんじゃ）は、広島市安佐南区沼田町阿戸唐茂が迫に鎮座する幸智神を祭神とする神社。

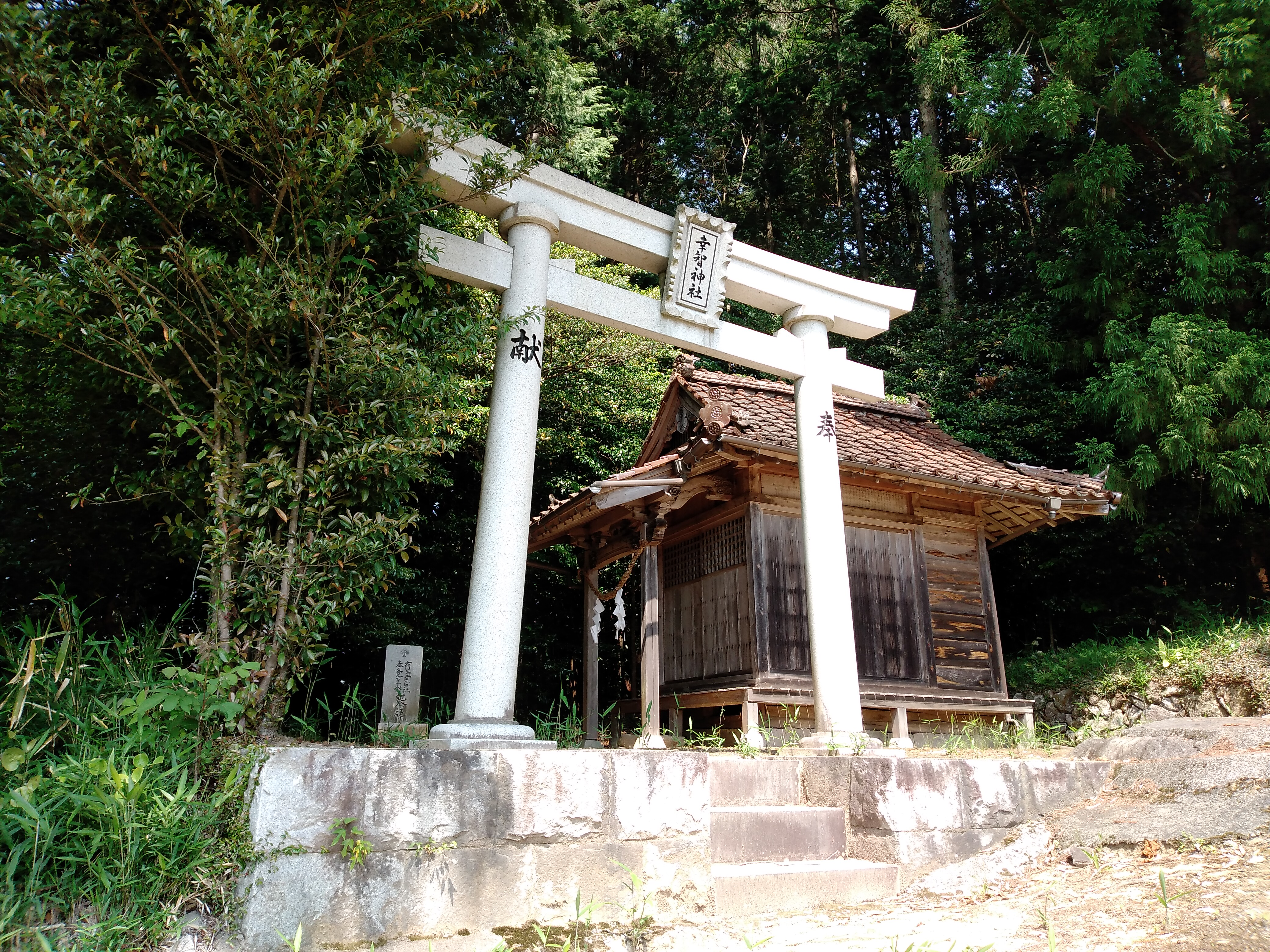
概観
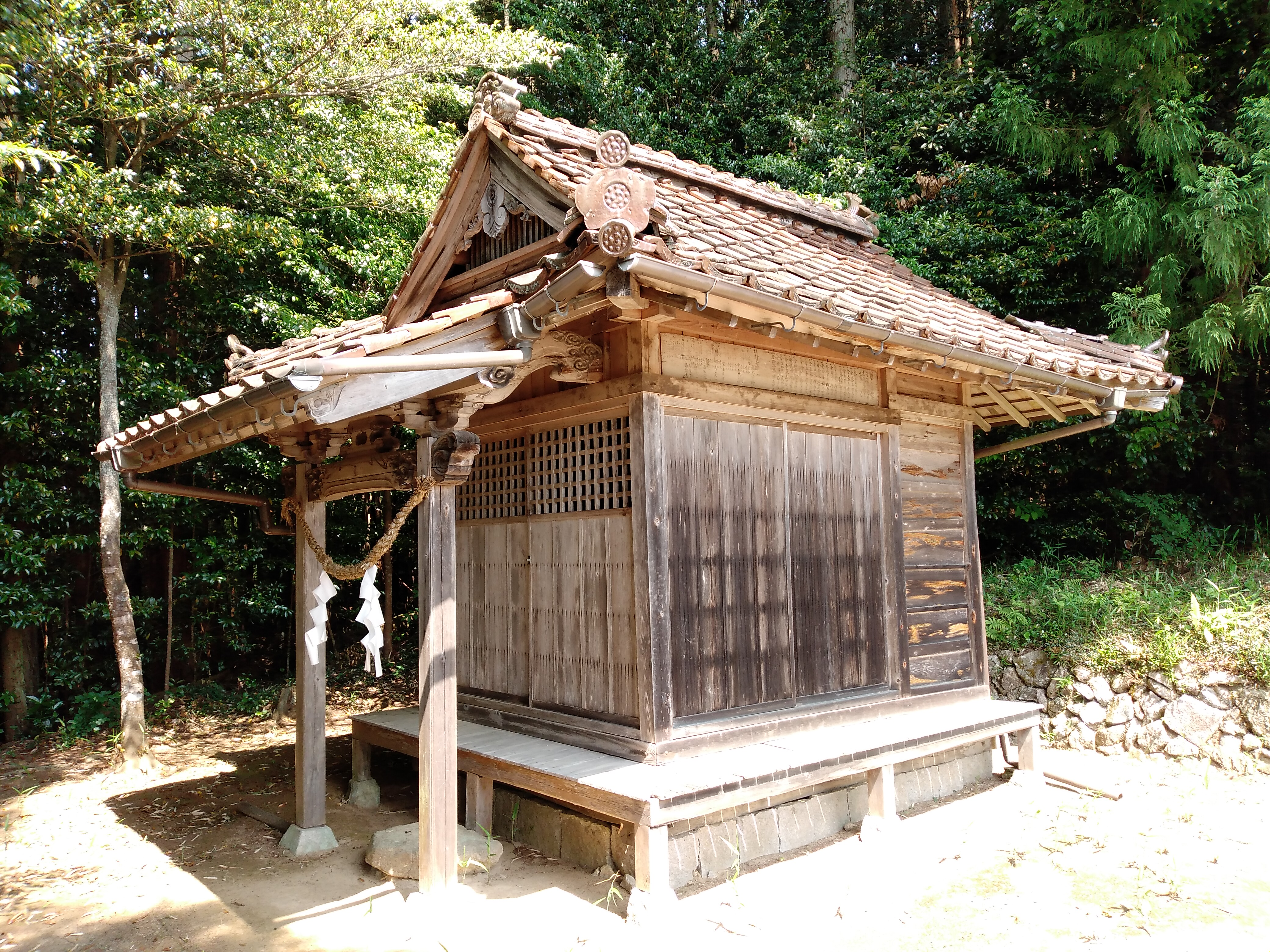
社殿
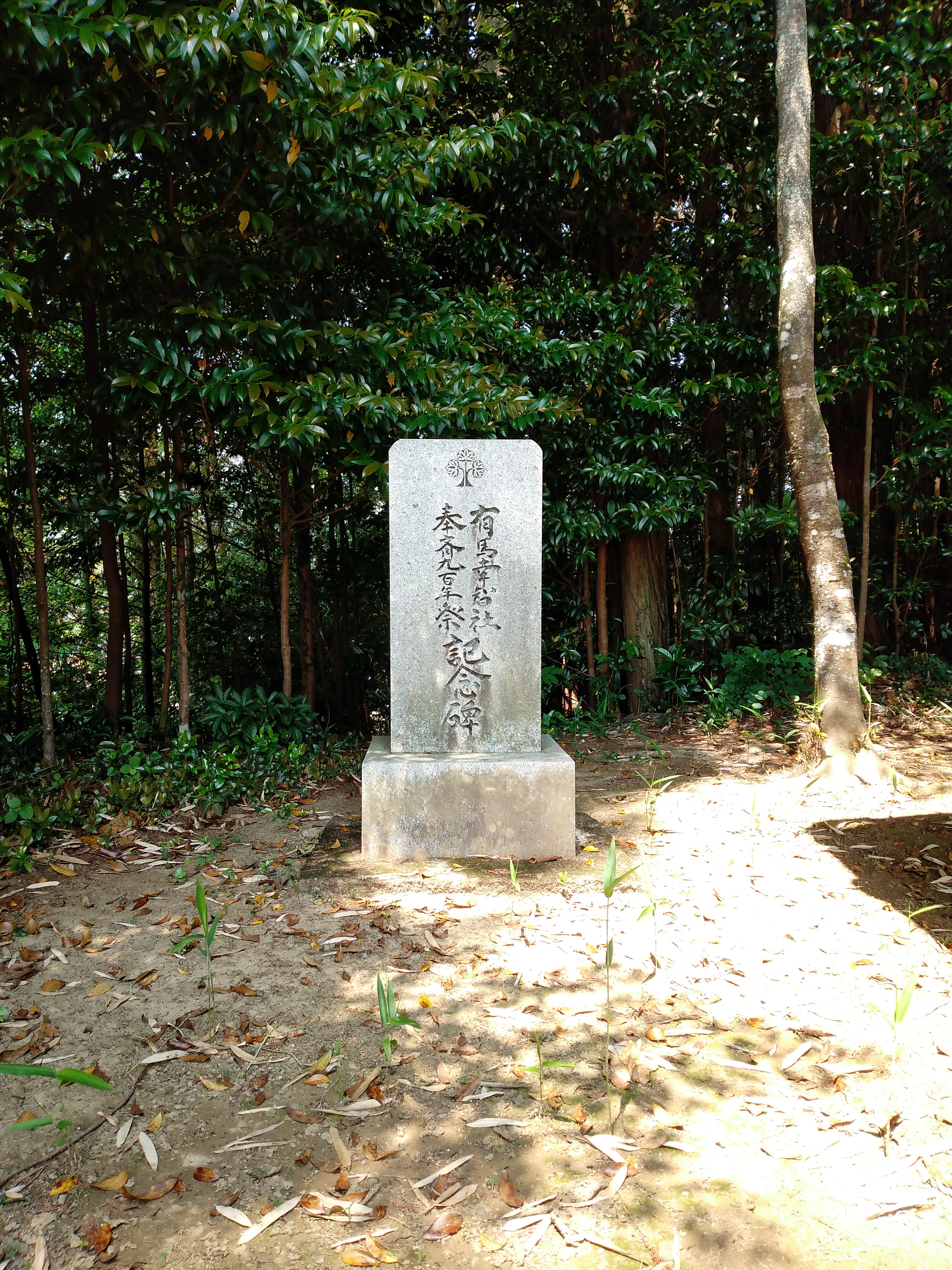
記念碑